# كلاتة ملا (قهستان)
کلاتة ملا (بالفارسية: کلاته ملا) هي مستوطنة تقع في إيران في قسم قهستان الريفي. يقدر عدد سكانها بـ 161 نسمة بحسب إحصاء 2016.